# Ópera Real de Estocolmo
La Ópera Real de Estocolmo (en sueco Kungliga Operan) es un teatro de ópera situado en el centro de Estocolmo (Suecia). 

## Antigua ópera
Su primera sede fue inaugurada por el rey Gustavo III en 1780, y la primera representación se realizó el 18 de enero de 1773. Este primer edificio se utilizó durante un siglo, antes de ser reemplazado a finales del siglo XIX. El nombre de estas dos sedes ha variado numerosas veces en el curso de la historia. El antiguo edificio fue encargado por Gustavo III en 1775 y se concluyó en 1782. Su autor fue el arquitecto Carl Fredrik Adelcrantz. El rey en esta época era un mecenas, propio del despotismo ilustrado.

## Ópera actual

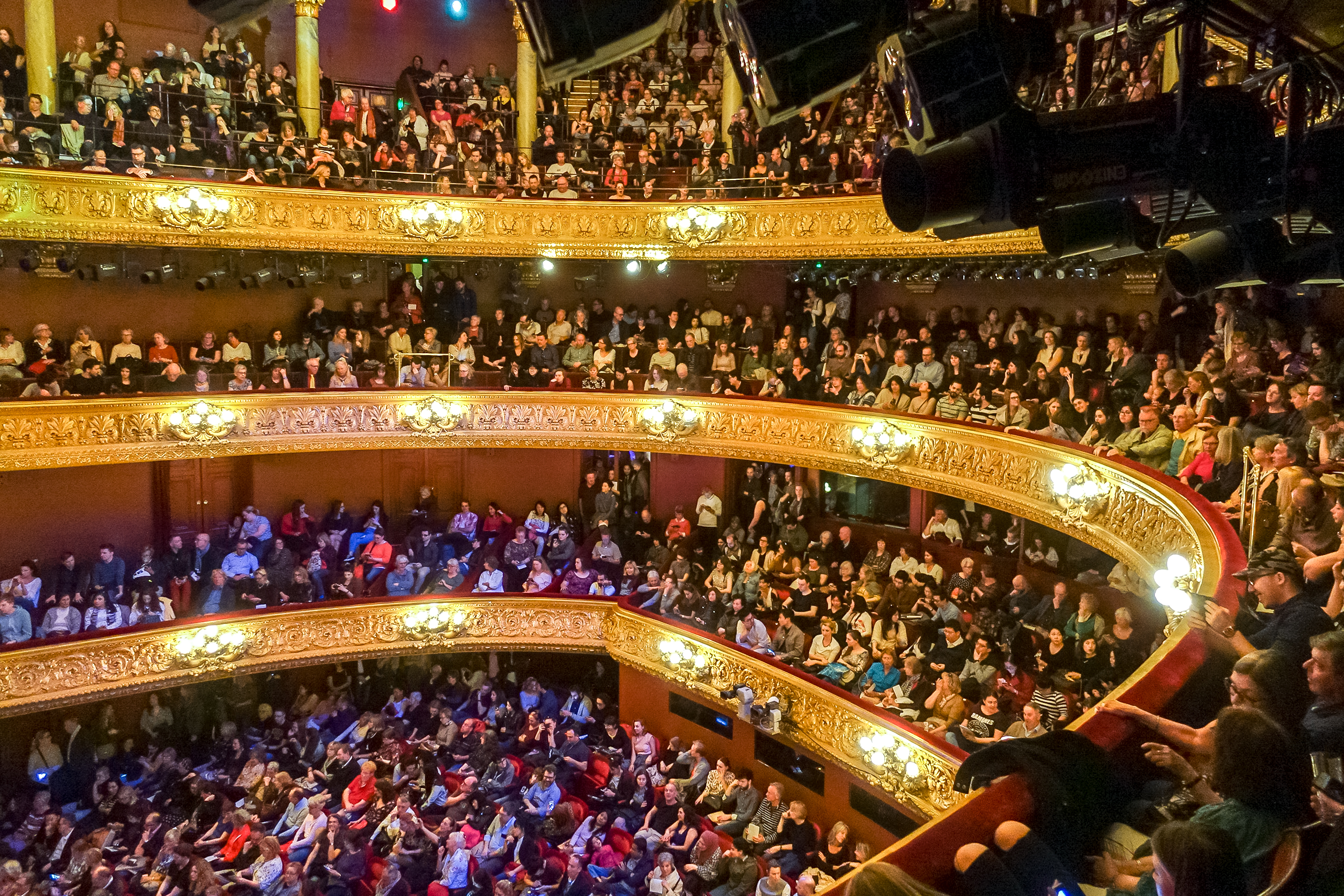
Interior de la Ópera

El antiguo edificio fue demolido en 1892 y sustituido por uno nuevo diseñado por Axel Johan Anderberg en estilo neoclásico e inaugurado por el rey Óscar II de Suecia en 1899. Fue estrenado con la ópera Estrella de Soria del compositor sueco Franz Berwald. Tiene una capacidad de 1.200 personas.